# Pasmo 4 m
Pasmo 4 m (70–70,5 MHz) – pasmo radiowe w zakresie fal UKF, przyznane krótkofalowcom w niektórych krajach, w Polsce dopuszczone do użycia od 1 czerwca 2012.
3 kwietnia 2012 Rada Ministrów przyjęła projekt rozporządzenia w sprawie zmian w Krajowej Tablicy Przeznaczeń Częstotliwości. Nowelizacja przewiduje m.in.:
- wprowadzenie w zakresie częstotliwości 70,1 – 70,3 MHz oraz w zakresie częstotliwości 3400 – 3410 MHz służby amatorskiej jako służby drugiej ważności;
- udostępnienie nowego zakresu częstotliwości (2400 – 2450 MHz) dla potrzeb służby radioamatorskiej satelitarnej jako służby drugiej ważności. Pasmo to będzie mogło być wykorzystywane jako alternatywa dla mocno obciążonych i przez to niosących za sobą trudności w uzgodnieniach międzynarodowych pasm 144 MHz oraz 435 MHz. Częstotliwości z tego zakresu będą mogły być wykorzystane na potrzeby projektu polskiego satelity naukowego BRITE-PL[2].

## Podział pasma 4 m
Dla I regionu IARU na grudzień 2020.
| Częstotliwość w MHz | Szerokość pasma | Rodzaje emisji            | Przeznaczenie |
| ------------------- | --------------- | ------------------------- | --- |
| 70,000 – 70,090     | 1000 Hz         | telegrafia, MGM           | Radiolatarnie |
| 70,090 – 70,100     | 1000 Hz         | telegrafia, MGM           | Radiolatarnie osobiste i tymczasowe 70,091 radiolatarnie WSPR                                                     |
| 70,100 – 70,250     | 2700 Hz         | telegrafia, SSB, MGM      | 70,185 centrum aktywności crossband 70,200 częstotliwość wywoławcza CW/SSB 70,250 centrum aktywności MS           |
| 70,250 – 70,294     | 12 kHz          | wszystkie emisje          | 70,260 częstotliwość wywoławcza AM/FM 70,270 centrum aktywności MGM                                               |
| 70,294 – 70,500     | 12 kHz          | kanały FM odstęp 12,5 kHz | 70,3125 łączności cyfrowe 70,3250 łączności cyfrowe 70,4500 częstotliwość wywoławcza FM 70,4875 łączności cyfrowe |

## Rekordy łączności[4]
| Rodzaj propagacji | Znak   | Lokator | Znak   | Lokator | Rodzaj emisji | Data       | Dystans (km) |
| ----------------- | ------ | ------- | ------ | ------- | ------------- | ---------- | ------------ |
| TEP               | IW0FFK | JN61FS  | ZS6BTE | KG33XV  | ISCAT         | 2012-10-02 | 7682         |
| Tropo             | ON4KHG | JO10XO  | OY9JD  | IP62OA  | CW            | 2010-10-10 | 1430         |
| Aurora            | ES1CW  | KO29HK  | G4KUX  | IO94BP  | CW            | 2013-03-17 | 1682         |
| Sporadic E        | A92IO  | LL56FE  | G3TCT  | IO81QC  | CW            | 2013-07-16 | 5234         |
| Meteor Scatter    | OH5LID | KP32XA  | EI8IQ  | IO62SF  | MGM           | 2012-05-04 | 2314         |
| Auroral Es        | OX3LX  | HP15EO  | OG2M   | KP21TD  | CW            | 2012-07-30 | 3064         |

Odległości obliczone według systemu WGS 84.

## Kraje, w których praca jest dozwolona[5]
| Kraj                                                              | Częstotliwość w MHz                                     | Maksymalna moc nadajnika (W) | Licencja     | Uwagi |
| ----------------------------------------------------------------- | ------------------------------------------------------- | ---------------------------- | ------------ | --- |
| Andora                                                            | 70,000–70,200                                           | 10                           | CEPT         | |
| Austria                                                           | 70,045                                                  |                              |              | Przydzielone tylko dla radiolatarni OE5QL |
| Bahrajn                                                           | 69,900-70,400                                           | 500                          | Ogólna       | |
| Belgia                                                            | 69,945-69,955 70,113–70,412                             | 50                           | CEPT         | |
| Bułgaria                                                          | 69,900–70,500                                           | 50                           | CEPT         | |
| Chorwacja                                                         | 70,000–70,450                                           | 10                           |              | |
| Czarnogóra                                                        | 70,050–70,450                                           | 100/25                       | CEPT         | Licencje klasy A i N |
| Czechy                                                            | 70,100–70,300                                           | 10 ERP                       | Indywidualna | |
| Dania                                                             | 69,888-70,062 70,088-70,112 70,138-70,512               | 25                           | CEPT         | |
| Estonia                                                           | 70,000–70,300                                           | 1000                         | CEPT         | Class A: 1 kW Class B + CEPT: 100 W Class D: 10 W |
| Falklandy                                                         | 70,000–70,500                                           | 1000                         |              | |
| Finlandia · Wyspy Alandzkie · Märket                              | 70,000–70,300                                           | 25, 30, 100                  | CEPT         | Ograniczenia stosuje się do 50 km od granic LA i RA. Powyżej 70,250 MHz do 25 W. |
| Grecja                                                            | 70,000–70,250                                           | 100 PEP                      | CEPT         | Maksymalna szerokość pasma 3 kHz, tj. bez FM |
| Grenlandia                                                        | 70,000–70,500                                           | 1000                         | CEPT         | |
| Hiszpania                                                         | 70,150-70,200                                           | 10                           | CEPT         | |
| Holandia                                                          | 70,000–70,500                                           | 50 PEP                       |              | Full class |
| Irlandia                                                          | 70,125–70,450                                           | 50 PEP                       | Ogólna       | 25 PEP mobile |
| Kazachstan                                                        | 70,000–70,500                                           | 100                          | Indywidualna | |
| Litwa                                                             | 70,240–70,250                                           | 22 EIRP                      | CEPT         | Brak transmisji w odległości 15 km od miasta Olita i 4 km od granic EW i RA. Maksymalna szerokość pasma 3 kHz dla SSB i 500 Hz dla CW.                                                         |
| Luksemburg                                                        | 70,150–70,250                                           | 10 ERP                       |              | |
| Macedonia Północna                                                | 70,000; 70,075; 70,125; 70,275                          | 10                           | Indywidualna | |
| Malta                                                             | 70,000–70,500                                           |                              | CEPT         | |
| Monako                                                            | 70,000–70,500                                           | 25                           | CEPT         | |
| Namibia                                                           | 70,000–70,300                                           | 400                          |              | Limit mocy obowiązuje tylko w sekcji SSB/CW 70,000–70,200 MHz |
| Niemcy                                                            | 70,150-70,200                                           | 25 EIRP                      | Indywidualna | |
| Norwegia                                                          | 70,063–70,087 70,138–70,312 70,363–70,387 70,413–70,462 | 100                          | CEPT         | Obejmuje Svalbard, Wyspę Niedźwiedzią, Jan Mayen, Wyspę Bouveta, Wyspę Piotra I oraz norweski obszar lądowy na Antarktydzie. 70,1875–70,2625 MHz nie dotyczy Hordaland, Rogaland i West-Agder. |
| Polska                                                            | 70,000–70,300                                           | 20 EIRP                      |              | Pasmo na zasadzie drugorzędności |
| Portugalia · Azory · Madera                                       | 70,157–70,212 70,238–70,287                             | 100 EIRP                     | CEPT         | Wyłącznie Class 1 |
| Południowa Afryka                                                 | 70,000–70,300                                           | 400                          |              | Limit mocy obowiązuje tylko w sekcji SSB/CW |
| Rumunia                                                           | 70,000–70,300                                           | 20                           | Indywidualna | |
| Serbia                                                            | 69,900-70,500                                           |                              | Indywidualna | |
| Słowacja                                                          | 70,190–70,215 70,300–70,350                             | 10 ERP                       | Indywidualna | |
| Słowenia                                                          | 70,000–70,450                                           | 100                          |              | |
| Somalia                                                           | 70,000–70,500                                           | 3000                         |              | |
| Wielka Brytania · Gibraltar · Brytyjskie niezależne bazy wojskowe | 70,000–70,500                                           | 160                          | CEPT         | Anglia, Guernsey, Wyspa Man, Jersey, Irlandia Północna i Walia do 71,5 MHz |
| Węgry                                                             | 70,000–70,500                                           | 10 ERP                       |              | |
| Wyspy Owcze                                                       | 69,950–70,500                                           | 100                          | Ogólna       | |
| Zjednoczone Emiraty Arabskie                                      | 70,000–70,500                                           | 100                          | Ogólna       | |

## Sprzęt

### Urządzenia nadawczo-odbiorcze
Pasmo 4 m ma wyjątkowy charakter, ponieważ dostęp do niego ma niewiele krajów na świecie oraz jest zupełnie inne niż pozostałe pasma HF i VHF. 25 sierpnia 2012 na targach Tokyo 2012 Ham Fair zademonstrowano pierwsze fabryczne urządzenie firmy ICOM – IC 7100, umożliwiające pracę w paśmie 4 m. Jednak większość amatorów aktywnych na tym paśmie zainteresowanych jest własnymi konstrukcjami, które stanowią znakomitą większość urządzeń.
Krótkofalowcy używają wielu modeli urządzeń PMR–AM i transceiverów FM przerobionych na pasmo 4 m. Starsze egzemplarze wykorzystują rezonatory kwarcowe do stabilizowania pojedynczych kanałów. Bardziej nowoczesne urządzenia to powszechnie używane Ascom SE550, Philips MX290 i FM1000, Yaesu VX1000 i wiele innych jak Key, Motorola i Tait.

### Anteny
W paśmie 4 m stosuje się wiele różnych anten, od pętlowych, prostokątnych, typu „J”, po anteny Yagi. Anteny produkowane są fabrycznie i odpowiednio modyfikowane lub wytwarzane amatorsko przez krótkofalowców.